# 1850 en musique
| \| • Retour à la chronologie générale de la musique populaire • \| |
| XXIe siècle • XXe siècle • XIXe siècle • XVIIIe siècle XVIIe siècle • XVIe siècle • XVe siècle • XIVe siècle XIIIe siècle • XIIe siècle • XIe siècle • Xe siècle IXe siècle • VIIIe siècle • Haut Moyen Âge • Rome • Grèce |
| • Retour à la chronologie générale de la musique populaire • |

| • Retour à la chronologie générale de la musique populaire • |

| Années de la musique populaire : 1847 - 1848 - 1849 - 1850 - 1851 - 1852 - 1853    |
| Décennies de la musique populaire : 1820 - 1830 - 1840 - 1850 - 1860 - 1870 - 1880 |

## Événements
- 18 mars :  Victor Parizot et Paul Henrion, aidés de l'éditeur Colombier, créent l'Agence centrale pour la perception des droits des auteurs et compositeurs de musique, à l'origine de la SACEM, fondée en 1851[1].
- 25 août : fête internationale des orphéons dans le parc du château d'Asnières, près de Paris, regroupant des sociétés musicales françaises et étrangères.
- Stephen Foster, Camptown Races, chanson de minstrel.
- Gustave Blessner et Sarah M. Graham publient I Have Got the Blues To Day! (en), peut-être la plus ancienne chanson comportant le mot « blues » dans son titre[2].

## Naissances
- 25 avril : Luise Adolpha Le Beau, pianiste et compositrice allemande († 17 juillet 1927).
- 20 décembre : Albert Caudieux, chanteur de café-concert français († 1961).

- Date précise inconnue :
  - Georges Laure, chansonnier français, mort en 1950.

## Décès
- 7 avril : Charles-François-Joachim Aubert, chanteur des rues français, qui reçoit entre 1800 et 1810 la première plaque officielle de chanteur des rues et syndic des chanteurs des rues de Paris, né en 1768.